# Rudgy Pajany
Rudgy Pajany (Jérôme nacido Pajany, el 6 de julio de 1990 en Dakar) es un cantante francés especializado en cubiertas de 60  70 es y 80  canciones. Es más particularmente sabido para su Mistral de títulos Gagnant (fuera en 2013) y En Silencio (fuera en 2015) 

## Biografía
Rudgy Pajany Ha obtenido alguna notoriedad internacional a causa de difusión a través de medias del mundo entero (Italia, Estados Unidos, Francia) de su Mistral Gagnant y En cubiertas de Silencio.
En 2016 el álbum Pluie D'été era fuera, el primer solo del cual era En Silencio. Este álbum también incluye una canción escrita por Hervé Vilard para Rudgy Pajany, J'ne serai jamais

## Discografía[6]

### Álbumes
- Mes Jours (2014)
- Pluie d'été (2015)
- Pluie D'été édition spéciale (2018)[7][8]

Durante su última entrevista en la estación radiofónica Chérie80 es, el artista anunció su álbum próximo sería fuera en 2018.

### Singles[10]
- Mistral Gagnant (2013)
- La Bohème (2014)
- En Silencio (2015)
- Objectif Terre (2015)
- Mon Amant de St Jean (2016)
- Maman (2017)